# Porciano (Ferentino)
Porciano è l'unica frazione del comune di Ferentino, in provincia di Frosinone.

## Geografia fisica

### Territorio
La frazione di Porciano è situata sull'omonimo monte, dista poco meno di 5 km da Fiuggi e si trova a circa 956 metri sopra il livello del mare. Gli abitanti residenti risultano essere 231

## Monumenti e luoghi di interesse

### Lago di Canterno e Santuario della Madonna della Stella
Ai piedi dell'omonimo Monte Porciano, è situato il Lago di Canterno, nei pressi del quale è eretto il santuario della Madonna della Stella, eretta nel 1695 e riedificata nel 1772 (per essere santificata due anni dopo). La chiesina è stata costruita lì in quanto quello è ritenuto un luogo sacro, per via del fatto che alla fine del Seicento, diverse persone videro apparire la Madonna: una donna dichiarò di averla vista, un uomo (mentre la sua giumenta stava annegando nel lago) sentì una voce che gli ordinava di pregare la vergine Maria, lui ubbidì e la giumenta si salvò. L'ultima testimonianza fu di un pastore che, dopo aver udito una voce celeste, si inoltrò nella boscaglia e trovò un'immagine della Madonna, con la scritta "Ave Maris Stella".

### Castello di Porciano
Situato sul monte Porciano, è distante dal paese circa 3 km. È accessibile tramite una strada asfaltata che successivamente diventa un largo sentiero sterrato in mezzo ai boschi. Sul sentiero di accesso, ad un certo punto, è visibile da un ampio panorama la città di Fiuggi.

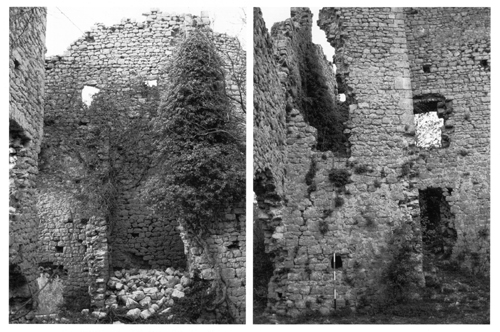
Rovine del Castello di Porciano.